# Reformator
De term reformator betekent 'veranderaar' en wordt meestal gebezigd voor belangrijke protestantse theologen uit de zestiende eeuw die braken met de Rooms-Katholieke Kerk en (mede) aan de wieg stonden van nieuwe kerkgenootschappen.

## Belangrijke reformatoren

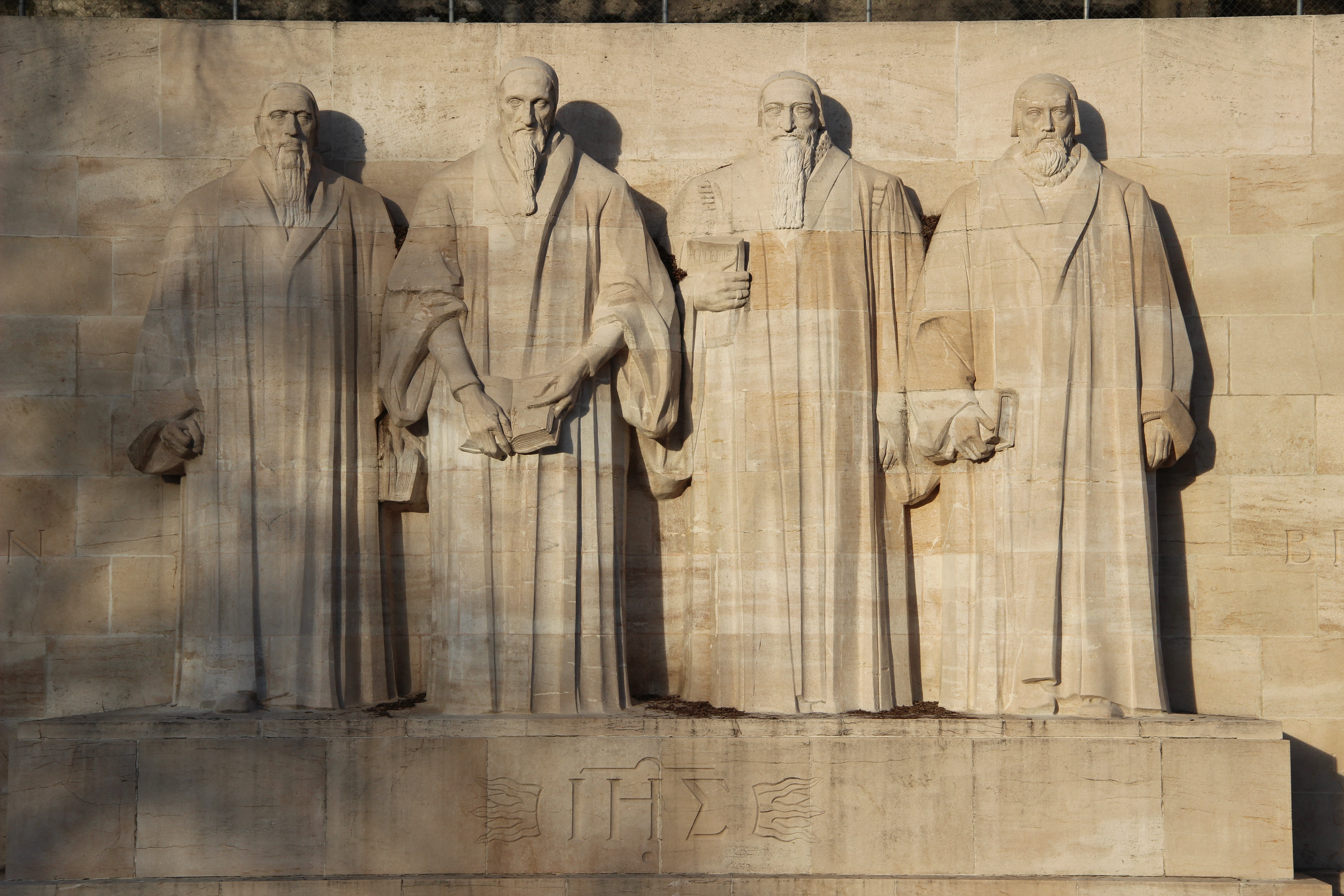
Farel, Calvijn, Beza en Knox als beeldengroep in het Zwitserse Genève

- Theodorus Beza
- Martin Bucer
- Heinrich Bullinger
- Johannes Calvijn
- Guillaume Farel
- John Knox
- Maarten Luther
- Menno Simons
- Huldrych Zwingli

## Voorlopers van de Reformatie
Als reformatoren avant la lettre (voorlopers) zijn te beschouwen:
- Johannes Hus
- Girolamo Savonarola
- John Wycliffe
- Geert Grote
- Franciscus van Assisi